# Rain of a Thousand Flames
Rain of a Thousand Flames è il quarto EP della band power metal italiana Rhapsody, pubblicato il 13 novembre 2001.
Il titolo dell'EP viene citato nella canzone Four Magic Elements (The Alliance of the Kings: The Black Crystal Sword Saga, Pt. 1) degli Ancient Bards.

## Tracce
1. Rain of a Thousand Flames - 3:43
2. Deadly Omen - 1:49
3. Queen of the Dark Horizons - 13:42

Rhymes of a Tragic Poem - The Gothic Saga:
1. I. Tears of a Dying Angel - 6:23
2. II. Elnor's Magic Valley - 1:40
3. III. The Poem's Evil Page - 4:04
4. IV. The Wizard's Last Rhymes - 10:38

## Riferimenti e ospiti
Le voci del coro sono eseguite da Olaf Hayer, Oliver Hartmann e Tobias Sammet.

Queen of the Dark Horizons è basata sul tema principale del film Phenomena di Dario Argento, composto dai Goblin.

Elnor's Magic Valley è basata su una canzone tradizionale irlandese chiamata Cooley's Reel.

Le ultime quattro canzoni fanno parte del gruppo Rhymes of a tragic poem - The gothic saga e presentano evidenti richiami alla Sinfonia dal nuovo mondo di Antonín Dvořák.

## Formazione
- Fabio Lione - voce
- Luca Turilli - chitarra
- Alessandro Staropoli - tastiera
- Alex Holzwarth - batteria
- Alessandro Lotta - basso